# Малышев, Александр Иванович
Александр Иванович Малышев (1923—1990) — советский военный. В Рабоче-крестьянской Красной Армии и Советской Армии служил с 1941 по 1946 год. Участник Великой Отечественной войны. Полный кавалер ордена Славы. За отличие в боях в немецкой Силезии также представлялся к званию Героя Советского Союза, но представление не было реализовано. Воинское звание на момент увольнения в запас — лейтенант. С 1975 года капитан в отставке.

## Биография

### До войны
Александр Иванович Малышев родился 8 июня 1923 года в селе Знаменка Курского уезда Курской губернии РСФСР СССР (ныне село Медвенского района Курской области Российской Федерации) в семье служащего. Русский. Окончил 10 классов школы и ремесленное училище связи. До призыва на военную службу около пяти месяцев работал в городе Старый Оскол.

### На фронтах Великой Отечественной войны
В ряды Рабоче-крестьянской Красной Армии А. И. Малышев был призван Старо-Оскольским районным военкоматом Курской области в октябре 1941 года. Военную подготовку проходил в 47-м запасном стрелковом полку в городе Балашове, откуда с маршевой ротой был направлен на Юго-Западный фронт. В боях с немецко-фашистскими захватчиками Александр Иванович с декабря 1941 года. Боевое крещение принял на реке Северский Донец. Отличился в одном из первых же боёв: когда во время атаки немцев из строя выбыл первый номер станкового пулемёта, Малышев занял в составе расчёта место наводчика и, проявив несвойственное для новобранца хладнокровие, подпустил вражеские цепи на близкое расстояние, после чего шквальным огнём в упор уничтожил 28 немецких солдат, а остальных обратил в бегство.
Во время контрнаступления войск Юго-Западного фронта на барвенковском направлении Александр Иванович был ранен в правую ногу и до марта 1942 года лечился в госпитале в Кисловодске. Затем он вернулся на Юго-Западный фронт. Воевал пулемётчиком в составе подвижной механизированной группы, которая совершала дерзкие рейды по ближним тылам противника, устраивала засады и диверсии на его коммуникациях. В середине июня 1942 года в бою в районе станицы Скосырская Малышев был ранен в голову и попал в плен. Содержался в лагере для военнопленных в Миллерово. С третьей попытки в декабре 1942 года ему с тремя товарищами удалось совершить побег. Чтобы не возвращаться к своим с пустыми руками, по дороге беглецы напали на немецкий караул. Уничтожили четырёх немецких солдат и ещё двух захватили в плен, а вскоре встретили разведчиков 38-й гвардейской стрелковой дивизии, наступавшей на миллеровском направлении.
Операция «Скачок» была в самом разгаре, и бывший военнопленный был сразу зачислен в один из стрелковых полков. Александр Иванович принимал участие в освобождении Миллерово, сражался в районе Славянска и Краматорска с контратакующими частями вермахта. В результате контрнаступления немецких войск дивизия едва избежала полного окружения и вынуждена была отступить за Северский Донец. В марте 1943 года Малышев был ранен и оказался в армейском госпитале. После излечения в мае того же года Александр Иванович, наконец, был затребован органами СМЕРШа для проверки и направлен в запасной стрелковый полк 1-й гвардейской армии. Проверка, однако, была чисто формальной и заняла 10 дней. К этому времени 38-я гвардейская стрелковая дивизия уже была выведена из состава 1-й гвардейской армии, и Малышева в звании сержанта направили в 50-ю стрелковую дивизию, где он принял под командование отделение роты автоматчиков 2-го стрелкового полка.

### От Северского Донца до Днепра
До июля 1943 года 50-я стрелковая дивизия генерал-майора Н. Ф. Лебеденко занимала оборону на правом берегу реки Северский Донец к западу от Красного Лимана. В рамках начавшейся 17 июля Изюм-Барвенковской операции она первой из частей 33-го стрелкового корпуса форсировала реку и стремительным ударом прорвала две линии немецкой обороны, которую противник выстраивал около четырёх с половиной месяцев. Полки дивизии штурмом взяли крупный опорный пункт немцев село Пришиб, и развивая наступление, сумели расширить захваченный плацдарм на 12-14 километров в глубину. Отделение автоматчиков сержанта А. И. Малышева отличилось в боях за рощу Суслик, где пытались окопаться на новых позициях немецкие пехотинцы и миномётчики. Во время атаки Александр Иванович со своими бойцами под сильным огнём противника первым достиг рощи и ворвался в расположение неприятеля. Его отделение завязало ближний бой со взводом немцев и в ожесточённой рукопашной схватке одержало решительную победу, уничтожив 20 вражеских солдат, а остальных обратив в бегство. За этот бой сержант Малышев был награждён своей первой боевой наградой — медалью «За отвагу».
С захваченного на левом берегу Северского Донца плацдарма части 8-й гвардейской армии перешли в наступление в рамках Донбасской операции. Преодолевая упорное сопротивление противника, 50-я стрелковая дивизия в двадцатых числах сентября 1943 года вышла на подступы к городу Запорожье. Противник, вдохновлённый недавним визитом верховного главнокомандующего, оказывал ожесточённое сопротивление и предпринимал массированные контратаки. Упорные бои завязались на рубеже противотанкового рва, опоясывающего город по периметру. 29 сентября крупные силы немецкой пехоты и танков атаковали позиции 2-го стрелкового полка капитана Г. С. Кукарцева, но были отбиты с большим уроном. В бою хорошо зарекомендовали себя автоматчики сержанта А. И. Малышева, которые не отступили ни на шаг и удержали занимаемые рубежи. Александр Иванович при отражении контратаки врага лично истребил до 20 военнослужащих вермахта. В период подготовки Запорожской операции сержант Малышев со своими бойцами несколько раз ходил к переднему краю немцев «за языками». Ему удалось захватить двух контрольных пленных, показания которых легли в основу плана дальнейшего наступления дивизии на Запорожье.
Визит Гитлера в штаб группы армий «Юг» не помог немцам удержать стратегически важный в военном и экономическом отношении плацдарм на левом берегу Днепра. В период с 10 по 14 октября 1943 года советские войска разгромили запорожскую группировку противника и отбросили её остатки за Днепр. А. И. Малышев принимал непосредственное участие в освобождении Запорожья, в ходе которого он со своими бойцами зачищал от немцев юго-восточные кварталы города.

### Дарьевка
Дарьевка стала важной вехой в военной биографии Александра Малышева, во многом определившей его дальнейший боевой путь. К этому небольшому украинскому селу под Кировоградом 2-й стрелковый полк под командованием майора А. Н. Твердохлебова вышел в середине января 1944 года в результате наступательных операций на Правобережной Украине на кировоградском направлении. Новый командир полка по достоинству оценил боевые качества командира отделения роты автоматчиков, проявленные им в предшествующих боях, особенно когда до батальона мотопехоты немцев просочились в тыл наступающих советских войск и прорвались к штабам полка и дивизии в Червоном Яру, а также в уличных боях в Кировограде и во время месячной жёсткой обороны в Дарьевке. В феврале 1944 года Александр Никитович повысил Малышева до старшего сержанта и предложил ему должность командира взвода пешей разведки.
Малышев уже в скором времени оправдал оказанное ему доверие, предложив новую тактику захвата контрольных пленных. Ранее разведгруппы, усиленные сапёрами, выдвигались к переднему краю немцев, стремительным броском врывались в первую линию траншей, захватывали языка и также стремительно отходили на свою сторону. Чтобы бороться с этими неожиданными ночными нападениями, немцы стали обустраивать секретные посты, выставляя их на 5-10 метров перед своим передним краем. Это значительно снижало шансы разведгрупп подойти к немецким позициям незамеченными. К тому же захваченные в первой линии траншей контрольные пленные были, как правило, простыми солдатами и мало знали о планах своего командования. Малышев же предложил тактику флангового манёвра разведгрупп с выходом в ближний тыл противника и захватом языков во второй или третьей линии траншей. Скоро этот дерзкий план был опробован на практике. Александр Иванович с шестью лучшими бойцами своего взвода, среди которых были красноармейцы М. М. Харченко и П. А. Латенко, во время метели проник вглубь немецких позиций. По искрам, вылетавшим из трубы буржуйки, они обнаружили ночевавших в окопе под плащ-палаткой двух немецких пулемётчиков, быстро скрутили их и без единого выстрела эвакуировали их на свою территорию, прихватив в качестве трофея пулемёт. Всего в течение февраля разведгруппы под командованием старшего сержанта А. И. Малышева таким способом захватили шестерых контрольных пленных, давших ценные сведения о противнике.
Во время одного из ночных поисков Александр Иванович был ранен в кисть правой руки, но остался в строю и ходе Уманско-Ботошанской операции умело руководил действиями своего взвода. Во время наступления взвод Малышева, действуя впереди своего полка, непрерывно вёл разведку, вскрывал вражеские засады и места сосредоточения войск противника, захватывал переправы, связывал боем крупные отряды немцев до подхода основных сил дивизии. В боях Малышев вновь был ранен, но быстро вернулся в строй. Тем временем 50-я стрелковая дивизия была выведена из состава 7-й гвардейской армии и в конце апреля 1944 года была переброшена на плацдарм на реке Прут, захваченный частями 52-й армии в районе румынского населённого пункта Скулены (Sculeni) к северу от города Яссы.

### Вултурул
Одни из самых ярких военных воспоминаний Александра Ивановича Малышева о войне были связаны с боями под Яссами. Именно по результатам этих сражений на северо-востоке Румынии он стал полным кавалером ордена Славы. При этом двумя первыми наградами Александр Иванович был отмечен за подвиги, совершённые с интервалом всего в три дня в мае 1944 года в районе румынского села Вултурул (ныне Vulturi), превращённого немцами в неприступный опорный пункт.
В конце апреля 1944 года 52-я армия вела упорные бой за господствующие высоты к северу от Ясс. Сначала ей противостояли преимущественно румынские войска, но в первой половине мая на этом участке фронта появились свежие немецкие дивизии, в том числе танковые. Интенсивность контратак противника, пытавшегося выбить советские войска с высот и отбросить их за Прут, с каждым днём возрастала. Командованию было важно знать, откуда немцы перебрасывали подкрепления, какова их численность и какие перед ними ставились оперативные задачи. Для того, чтобы составить полное представление о замыслах врага, необходимо было захватить максимально возможное количество контрольных пленных на различных участках фронта. Решали эту непростую задачу фронтовые разведчики, в том числе и взвод пешей разведки старшего сержанта А. И. Малышева.
17 мая 1944 года командир 2-го стрелкового полка майор Твердохлебов поручил своим разведчикам добыть языка в районе юго-западнее села Вултурул. Во время разведпоиска Малышев лично возглавил группу захвата из трёх бойцов своего взвода и приданного им сапёра старшего сержанта Н. Д. Маслова. Преодолев инженерные заграждения неприятеля, разведчики проникли в расположение немцев и стремительным броском ворвались в их траншею с тыла. В короткой схватке, действуя гранатами и личным оружием, они истребили 12 немецких солдат. Командир группы лично уничтожил из пистолета двух из них, а вражеского пулемётчика силой захватил в плен. Взяв языка, группа захвата быстро эвакуировалась на свою территорию без потерь. Пленный немецкий пулемётчик дал ценные сведения о задачах своего подразделения.
За образцовое выполнение боевого задания в тот же день майор Твердохлебов представил старшего сержанта Малышева к ордену Красной Звезды, но приказом командира дивизии гвардии полковника Н. А. Рубана от 20 мая 1944 года он был награждён орденом Славы 3-й степени. Между тем в ночь на 20 мая Александр Иванович с 12 бойцами вновь отправился в ночной поиск в район Вултурула. Разведчики и в этот раз успешно проникли во вражеский тыл, но при приближении к траншее они были обнаружены из соседнего окопа. Счёт времени пошёл на секунды, но старший сержант Малышев и в условиях цейтнота действовал хладнокровно и уверенно. Метким броском противотанковой гранаты Александр Иванович уничтожил вражеский секрет, истребив при этом весь его гарнизон из 6 солдат. После этого он ворвался в траншею и в рукопашной схватке ножом уничтожил пытавшегося оказать сопротивление солдата, а унтер-офицера обезоружил и выволок на бруствер. Захватив в общей сложности двух контрольных пленных, разведчики начали их эвакуацию на свою сторону. Неприятель пытался отбить языков и организовал погоню, но старший сержант Малышев надёжно прикрыл отход своей группы. Огнём из трофейного пулемёта он истребил не менее 30 вражеских солдат и подавил 3 огневые точки, после чего благополучно вернулся в расположение полка. За доблесть и мужество, проявленные в бою, приказом от 10 июня 1944 года Александр Иванович был награждён орденом Славы 2-й степени.
До начала Ясско-Кишинёвской операции старший сержант А. И. Малышев ещё несколько раз ходил со своими бойцами в ночные поиски, в ходе которых разведгруппами под его командованием было захвачено 9 контрольных пленных. 12 июня Александр Иванович был пятый раз ранен, но к началу наступления советских войск в Румынии уже был в строю.

### Ясско-Кишинёвская операция
Благодаря действиям войсковой разведки к началу Ясско-Кишинёвской операции в штабе 50-й стрелковой дивизии хорошо знали, что по фронту ей противостоит 5-я румынская кавалерийская дивизия, усиленная двумя дивизионами 818-го тяжёлого артиллерийского полка немцев. Хорошо была изучена и система обороны врага, а также расположение его огневых средств. Накануне общего наступления части дивизии провели на правом фланге своего 48-го стрелкового корпуса разведку боем, в ходе которой огневые точки противника были уточнены. В первый же день операции части дивизии прорвали оборону румынско-немецких войск на господствующих высотах и, овладев сильным опорным пунктом селом Вултурул, вышли на подступы к городу Яссы и завязали бой в его юго-восточных кварталах. В течение всего периода наступления взвод пешей разведки под командованием старшего сержанта А. И. Малышева действовал впереди боевых порядков своего полка с задачей ведения разведки и диверсионной работы в ближнем тылу врага. Разведчики ежедневно снабжали штаб полка ценной оперативной информацией, своевременно выявляли вражеские заслоны и противотанковые засады, вскрывали позиции артиллерийских и миномётных батарей, громили колонны отходящего противника и гарнизоны в опорных пунктах. 22 августа в районе высоты 171,0 разведвзвод завязал бой с превосходящим по численности врагом. Дело дошло до рукопашной. Малышеву пришлось вступить в схватку сразу с десятью румынскими солдатами. Силы были слишком неравными, но на помощь подоспел красноармеец Харченко, который из автомата уничтожил семерых солдат неприятеля, чем спас жизнь своему командиру. Продолжая продвигаться вперёд, Александр Иванович со своими бойцами одним из первых в дивизии переправился через реку Бахлуюлуй и проник вглубь вражеской территории более чем на 60 километров. За несколько дней боёв в тылу врага взвод Малышева уничтожил 11 миномётов, 7 пулемётов, сжёг автомашину с боеприпасами, истребил 74 и взял в плен 119 румынских и немецких солдат и офицеров. При этом старший сержант Малышев «проявил исключительную отвагу, героизм и умение управлять людьми». По оценке майора Твердохлебова, действия взвода пешей разведки во вражеском тылу обеспечили успешное наступление всего полка. 1 сентября 1944 года Александр Никитович представил А. И. Малышева к ордену Славы 1-й степени. Высокая награда полковому разведчику была присвоена указом Президиума Верховного Совета СССР от 24 марта 1945 года.

### Висло-Одерская операция
В начале сентября 1944 года 50-я стрелковая дивизия в составе 52-й армии была выведена в резерв Ставки Верховного Главнокомандования, а в октябре переброшена на 1-й Украинский фронт. К этому времени ожесточённые бои на Сандомирском плацдарме перешли в фазу позиционного противостояния, и до конца 1944 года дивизия в боевых действиях не участвовала. В этот непродолжительный период затишья А. И. Малышев окончил краткосрочные армейские курсы младших лейтенантов и получил офицерское звание. В двадцатых числах декабря части 52-й армии были введены на Сандомирский плацдарм, где начали подготовку к прорыву долговременной и глубоко эшелонированной обороны врага. 12 января 1945 года началась Висло-Одерская операция. Прорвав оборону немцев на рубеже Шидлув—Жерники-Дольне, основные силы армии 13 января освободили крупный населённый пункт Хмельник. Утром следующего дня 2-й стрелковый полк подполковника А. Н. Твердохлебова получил приказ преследовать отходящие части немцев и не дать им закрепиться на промежуточных рубежах. Благодаря умелым действиям взвода пешей разведки, находившегося в авангарде полка, были решены не только поставленные задачи, но и захвачен исправный мост через реку Ниду в Бжезьно (Brzezno), по которому на другой берег быстро переправились как части дивизии, так и танковые соединения 3-й гвардейской танковой армии. На всём дальнейшем пути от Вислы до Одера разведвзвод под командованием младшего лейтенанта А. И. Малышева действовал впереди своего полка и своевременно предоставлял командованию важные разведданные о войсках противника и их перемещениях. Полученные от разведчиков сведения позволяли верно оценивать оперативную обстановку и способствовали успешным действиям полка при взятии населённых пунктов Мехау, Ёльса, Лангенау и Кансдорфа и отражении контратак противника.
25 января 52-я армия левым флангом вышла к Одеру южнее Бреслау, а 28 января её правофланговые части форсировали Одер севернее города-крепости. Однако сам Бреслау, хорошо подготовленный немцами к длительной обороне, сходу взять не удалось, и советские войска начали операцию по его окружению. 12 февраля 1945 года младший лейтенант А. И. Малышев получил задачу просочиться в стык двух немецких полков и атаковать важный опорный пункт немцев к северу от Бреслау — село Гюннерн, чтобы отвлечь на себя часть сил противника и тем самым способствовать наступлению своего полка. Взяв с собой 10 бойцов, Александр Иванович скрытно вышел на северо-восточную окраину населённого пункта и неожиданной атакой захватили три каменных дома, при этом рядовой Харченко гранатой уничтожил артиллерийское орудие вместе с расчётом, а Малышев с бойцом Василием Лысенко вывели из строя пулемётный расчёт и захватили пулемёт МГ-42. Неожиданное нападение разведчиков вызвало большой переполох в стане врага. Не имея сведений о численности атакующих, немцы бросили на их ликвидацию 200 солдат при поддержке 4-х танков. Однако разведчики, демонстрируя образцы стойкости и героизма, отразили две контратаки численно превосходящих сил противника. К моменту, когда подоспело подкрепление, группа Малышева уже успела уничтожить до 70 военнослужащих вермахта. Сам Александр Иванович огнём из трофейного пулемёта и личного оружия истребил более 20 солдат и офицеров врага. За этот бой 20 февраля 1945 года командир полка представил младшего лейтенанта Малышева к званию Героя Советского Союза, но представление из-за позиции командира дивизии Н. А. Рубана не было реализовано. Сам Александр Иванович по этому поводу впоследствии вспоминал:

После боя под Бреслау подполковник Твердохлебов сказал мне: «Вы воюете как надо. Представляем вас к званию Героя Советского Союза. Если наш наградной лист на орден Славы 1-й степени не затерялся, то будете полным кавалером ордена Славы и Героем Советского Союза. Вы этого достойны». Что мне оставалось делать? Поблагодарить командира и ждать. Настроение, правда, такое поднялось, что готов был горы своротить. Проходит месяц, другой. В конце марта сорок пятого вызывают в штаб и вручают… орден Красного Знамени. Когда официальная часть кончилась (награждённых было много) подполковник подходит ко мне и говорит: «Небось, думаешь, что я врал насчёт Героя. Поверь, нисколько. Но осечка вышла где-то наверху!»

Впрочем, звание Героя Советского Союза не было присвоено и подполковнику Твердохлебову, геройски погибшему при отражении контратак врага 16 апреля 1945 года.

### На завершающем этапе войны
В феврале-апреле 1945 года 50-я стрелковая дивизия вела наступательные и оборонительные бои в Нижней Силезии. К началу Берлинской операции дивизия заняла исходные позиции на восточном берегу реки Нейсе севернее Гёрлица и 16 апреля 1945 года перешла в наступление на общим направлением на Дрезден. Младший лейтенант А. И. Малышев со своим взводом под сильным ружейно-пулемётным и артиллерийским огнём противника первым в полку форсировал Нейсе в районе населённого пункта Центендорф (Zentendorf), и преследуя отступающего противника по пятам, уничтожал небольшие группы немцев. При прорыве обороны противника и его преследовании силами взвода Малышева было истреблено до 30 и взято в плен 8 солдат и офицеров неприятеля, подавлено 2 огневые точки. В середине дня части дивизии взяли опорный пункт немцев Гросс Крауша (Groß Krauscha), однако их дальнейшее продвижение было остановлено яростными контратаками противника. В течение трёх суток силы дивизии под непрекращающимися бомбёжками отражали натиск превосходящих сил немцев, не дав им возможность перерезать коммуникации наступающих частей 73-го стрелкового корпуса. В ожесточённых боях за Гросс Крауша только 2-й стрелковый полк, в том числе и взвод младшего лейтенанта Малышева, уничтожил 15 танков и до 400 солдат и офицеров врага. Сломив сопротивление неприятеля, 19 апреля части дивизии вышли на рубеж к югу от города Баутцен, где попали под удар превосходящих сил группы армий «Центр». Кровопролитное сражение под Баутценом продолжалось вплоть до падения Берлина. Только с началом Пражской операции дивизия смогла продолжить наступательные действия. Боевой путь Александр Иванович завершил в Чехословакии недалеко от города Млада-Болеслав (Юнгбунцлау).

### После войны
После окончания Великой Отечественной войны А. И. Малышев оставался на военной службе до 1946 года. В запас он уволился в звании лейтенанта. С 1975 года — капитан в отставке. После увольнения из армии Александр Иванович жил в Курске. Окончив строительный институт, работал заместителем начальника СУ-2 и главным диспетчером треста «Курскпромстрой». Также долгое время возглавлял партийную организацию строительного треста, вёл большую военно-патриотическую работу. Умер Александр Иванович 31 мая 1990 года. Похоронен в Курске на Никитском кладбище.

## Награды
- Орден Красного Знамени (15.03.1945)[10];
- орден Отечественной войны 1-й степени (06.04.1985)[2];
- орден Отечественной войны 2-й степени (31.05.1945)[11];
- орден Славы 1-й степени (24.03.1945)[7];
- орден Славы 2-й степени (10.06.1944)[8];
- орден Славы 3-й степени (20.05.1944)[9].
- Медали, в том числе:

медаль «За отвагу» (25.08.1943);
медаль «За боевые заслуги» (01.10.1943);
медаль «За победу над Германией в Великой Отечественной войне 1941-1945 гг.».

## Память
- Мемориальная доска в честь А. И. Малышева установлена в Курске по адресу: улица Ленина, д. 31[4].

## Документы
- Общедоступный электронный банк документов «Подвиг Народа в Великой Отечественной войне 1941—1945 гг.» Дата обращения: 13 марта 2012. Архивировано 13 марта 2012 года.

Орден Красного Знамени.
Орден Отечественной войны 2-й степени.
Орден Славы 1-й степени.
Орден Славы 2-й степени.
Орден Славы 3-й степени.
Медаль «За отвагу».
Медаль «За боевые заслуги».
- Обобщенный банк данных «Мемориал». Дата обращения: 10 мая 2012. Архивировано из оригинала 10 мая 2012 года.

ЦАМО, ф. 58, оп. 18003, д. 1389.